# 御伽衆
御伽衆（おとぎしゅう、御迦衆）は、室町時代後期から江戸時代初期にかけて、将軍や大名の側近に侍して相手をする職名である。雑談に応じたり、自己の経験談、書物の講釈などをした。御咄衆（おはなししゆう）、相伴衆（そうばんしゅう）などの別称もあるが、江戸時代になると談判衆（だんぱんしゅう）、安西衆（あんざいしゅう）とも呼ばれた。

## 概要
天文年間（1532年-1555年）の周防の『大内氏実録』にみえるのが初見である。その後、武田氏、毛利氏、後北条氏、織田氏、徳川氏など広く戦国大名の間で流行した。『甲陽軍鑑』には武田信玄が召し抱えていた12人の御伽衆の名があり、織田信長は御伽衆として種村慮斎を召して抱えていた。また土屋検校のように話術を活かして信玄、信長、北条氏政ら複数の戦国大名に仕えた盲人もいた。最も多く御伽衆を召し抱えたのは豊臣秀吉であった。
咄（はなし）相手を主としたため御咄衆ともいうが、正確には御伽衆の中に御咄衆が含まれる。御伽衆は、語って聞かせる特殊な技術のほか、武辺談や政談の必要から相応の豊富な体験や博学多識、話術の巧みさが要求されたため、昔のことをよく知っている年老いた浪人が起用されることが多かった。しかし、江戸期にはしだいに少年が起用されるようになり、単なる若殿の遊び相手となっていった。
慶長年間（1596年 - 1615年）に御伽衆の笑話を編集した『戯言養気集』（ぎげんようきしゆう）という書物が刊行されたが、御伽衆の講釈話が庶民に広がって江戸時代以降の講談や落語の源流となったとも言われるので、御伽衆は落語家の祖でもある。

## 豊臣秀吉の御伽衆
豊臣秀吉は読み書きが不得手であり、それを補うべく耳学問の師として御伽衆を多く揃えた。『甫庵太閤記』によれば800人もいたという。
秀吉の御伽衆で主な者は、富田左近、大村由己、佐久間不干（正勝）、金森法印（長近）、織田有楽斎（長益）、小寺休夢（高友）、寺西正勝、稲葉重通、猪子内匠、青木重直、新庄直頼、木下祐慶、山岡道阿弥、滝川雄利、生駒忠清、樋口石見守、岩井弥三郎、万代屋宗安（もずやそうあん）、住吉屋宗無、今井宗薫、武野宗瓦、織田常真（信雄）、織田信重、宮部法印（継潤）、有馬中務法印（則頼）、桑山法印、西笑承兌、古田織部、柘植大炊助、奥平貞能、中川宗半、前波半入、板部岡江雪斎、山名禅高（豊国）、佐々木四郎（六角義賢？）、曽呂利新左衛門（伴内）、武田永翁、足利義昭、織田信包、六角義賢、六角義治、佐々成政、山名堯熙、斯波義銀、赤松則房、細川昭元などが挙げられる。
これら秀吉の御伽衆には、主筋である信長の弟や子供、織田家の旧臣、旧守護家出身の大名、隠居した戦国大名の旧臣、元将軍、豊臣政権の大名といった、かつての目上の者も多く、秀吉が出自が低い自らが今では位人臣を極め、由緒ある血筋や家柄の者すら従うということを誇示する意図を込めていたと言われる。しかし一方で、物読み儒僧、堺の町の茶人（町人）、太鼓の名手などの文化人といった、芸能の人物も多く、多種多様だった。秀吉の御伽衆として最も有名な者は、山名禅高と曽呂利新左衛門であろう。禅高は名門山名家の末裔であるが、秀吉や家康に仕えた際にこの天下人と交わした逸話がかなり残っている。曽呂利は（正体不明の人物であるが）軽口・頓智に富み、狂歌の達人として人気者だった。